# Diamonds de Pittsburg
Les Diamonds de Pittsburg (en anglais : Pittsburg Diamonds et auparavant Pittsburg Mettle) sont une équipe de baseball indépendant de la Pacific Association of Professional Baseball Clubs jouant depuis 2014 à Pittsburg, en Californie aux États-Unis. Le club dispute ses matchs locaux au City Park Field.
L'équipe est opérée par Cris Franklin, Wayne Franklin et Tom Macari, du groupe Backward K. Le trio avait au départ l'intention d'établir en 2014 un club, qu'ils prévoyaient de nommer Martinez Clippers, à Martinez, mais renoncent à l'idée car le terrain voulu n'était pas adéquat. Le club s'établit plutôt à Pittsburg, où il est appelé Pittsburg Mettle à sa saison inaugurale en 2014. L'équipe remplace les East Bay Lumberjacks au sein de la Pacific Association. Le club change son nom pour les Diamonds à partir de la saison 2015.
Le propriétaire Wayne Franklin, un ancien joueur de la Ligue majeure de baseball, est le gérant de l'équipe en 2014. En 2015, les Diamonds sont dirigés par John Wagner.
À l'instar des autres équipes de la Pacific Association, le club de Pittsburg n'est affilié à aucune franchise de la Ligue majeure de baseball.